# Coupe de France 1952/53
Der Wettbewerb um die Coupe de France in der Saison 1952/53 war die 36. Ausspielung des französischen Fußballpokals für Männermannschaften. In diesem Jahr meldeten 1.036 Vereine.
Titelverteidiger war der OGC Nizza, der in diesem Jahr im Viertelfinale am späteren Pokalsieger, Lille Olympique SC, scheiterte. Für den LOSC war dies der vierte Gewinn der Trophäe bei seiner siebten Finalteilnahme; der letzte Erfolg lag fünf Jahre zurück. Endspielgegner FC Nancy stand erstmals in seiner Vereinsgeschichte in einem Finale, sieht man davon ab, dass einige Fußballer und die Infrastruktur des Klubs als Basis für den Gewinn der Coupe de France durch die Équipe Fédérale Nancy-Lorraine im Jahr 1944 dienten.
Für unterklassige Mannschaften war es keine schlechte Saison. Immerhin sieben Zweitdivisionäre erreichten das Achtel- und zwei von ihnen (AS Troyes-Savinienne und FC Grenoble) das Viertelfinale. Troyes-Savinienne konnte sich auch in dieser Runde noch durchsetzen, ehe die Elf besiegt wurde. Weniger erfolgreich verlief der Wettbewerb für Amateurmannschaften: lediglich der bretonische Viertligist Stade Pontivy überstand die Runde der besten 32, wurde anschließend von Lille aber regelrecht „abgeschossen“.
Nach den von den regionalen Untergliederungen des Landesverbands FFF organisierten Qualifikationsrunden griffen ab der Runde der letzten 64 Mannschaften auch die 18 Erstligisten in den Wettbewerb ein. Die Paarungen wurden für jede Runde frei ausgelost. Sämtliche Partien fanden auf neutralem Platz statt; die Einnahmen wurden geteilt. Endete eine Begegnung nach Verlängerung unentschieden, wurden solange Wiederholungsspiele ausgetragen, bis ein Sieger feststand.

## Zweiunddreißigstelfinale
Spiele am 18., Wiederholungsmatch am 22. Januar 1953. Die Vereine der beiden professionellen Ligen sind mit D1 bzw. D2 bezeichnet, diejenigen der landesweiten Amateurspielklasse mit CFA, die höchsten regionalen Amateurligen als DH bzw. PH („Division d’Honneur“ bzw. „Promotion d’Honneur“).
| - AS Monaco D2 – RC Strasbourg D2 3:2 - OGC Nizza D1 – Girondins Bordeaux D1 4:3 - SC La Bastidienne Bordeaux DH – Stade Béthune CFA 2:1 - SM Caen CFA – Stade Reims D1 2:1 - FC Dieppe CFA – CS Stiring-Wendel DH 3:0 - SC Draguignan-Le Muy CFA – Stade Rennes UC D1 1:0 - FC Grenoble D2 – CS Avion DH 3:1 - Le Havre AC D1 – ES La Rochelle DH 3:0 - RC Lens D1 – AS Béziers D2 1:0 - USB Longwy DH – US Quevilly CFA 1:0 - Olympique Lyon D2 – US Saint-Malo CFA 7:0 - FC Metz D1 – Sporting Toulon D2 0:0 n. V., 6:0 - RCFC Besançon D2 – Olympique Marseille D1 2:1 - FC Nancy D1 – FC Rouen D2 3:1 - US Seynoise CFA – AS Poissy DH 1:0 - Racing Paris D1 – FC Nantes D2 2:1 | - Stade Français Paris D2 – Olympique Nîmes D1 3:1 - Stade Pontivy DH – CA Montreuil CFA 4:2 - AS Saint-Étienne D1 – US Valenciennes D2 2:1 - Red Star OA D2 – ES Pure-Messempré DH 3:1 - UA Sedan-Torcy CFA – US Boulogne DH 4:1 - FC Sète D1 – SPN Vernon CFA 3:1 - FC Sochaux D1 – CO Roubaix-Tourcoing D1 1:0 - FC Toulouse D2 – AS Brest CFA 2:1 - AS Troyes-Savinienne D2 – AS Cannes D2 3:1 - FC Villefranche DH – AS Saint-Dizier-Marnaval CFA 4:3 - SO Montpellier D1 – VGA Saint-Maur CFA 5:1 - FC Annecy CFA – CA Gombert PH 4:1 - SCO Angers D2 – AJ Rochechouart CFA 2:1 - Olympique Alès D2 – US Saint-Gaudens CFA 2:0 - OSC Lille D1 – CO Roche-la-Molière CFA 5:1 - JA Armentières CFA – FC Perpignan D2 3:1 |

## Sechzehntelfinale
Spiele am 8., Wiederholungsmatches am 15. bzw. 19. Februar 1953
| - AS Monaco D2 – Racing Paris D1 0:0 n. V., 2:0 - OGC Nizza D1 – SM Caen CFA 2:0 - FC Grenoble D2 – UA Sedan-Torcy CFA 0:0 n. V., 5:0 - Le Havre AC D1 – JA Armentières CFA 2:0 - Olympique Lyon D2 – SC Draguignan-Le Muy CFA 0:0 n. V., 6:0 - FC Metz D1 – USB Longwy DH 5:0 - FC Nancy D1 – US Seynoise CFA 5:0 - Stade Français Paris D2 – RC Lens D1 2:2 n. V., 3:0 | - Stade Pontivy DH – FC Dieppe CFA 3:1 - AS Saint-Étienne D1 – FC Sochaux D1 2:0 - Red Star OA D2 – FC Annecy CFA 4:1 - FC Sète D1 – SC La Bastidienne Bordeaux DH 5:2 - FC Toulouse D2 – FC Villefranche DH 1:0 - AS Troyes-Savinienne D2 – RCFC Besançon D2 4:3 n. V. - Olympique Alès D2 – SO Montpellier D1 1:0 n. V. - OSC Lille D1 – SCO Angers D2 5:0 |

## Achtelfinale
Spiele am 1., Wiederholungsmatch am 5. März 1953
| - OGC Nizza D1 – Olympique Alès D2 1:0 n. V. - FC Grenoble D2 – Olympique Lyon D2 2:1 - FC Nancy D1 – Le Havre AC D1 4:3 - Stade Français Paris D2 – Red Star OA D2 3:3 n. V., 2:0 | - AS Saint-Étienne D1 – FC Metz D1 1:0 - FC Sète D1 – FC Toulouse D2 3:2 - AS Troyes-Savinienne D2 – AS Monaco D2 1:0 - OSC Lille D1 – Stade Pontivy DH 7:0 |

## Viertelfinale
Spiele am 29. März 1953
| - FC Nancy D1 – FC Grenoble D2 2:0 - AS Saint-Étienne D1 – FC Sète D1 1:0 | - AS Troyes-Savinienne D2 – Stade Français Paris D2 3:0 - OSC Lille D1 – OGC Nizza D1 4:2 |

## Halbfinale
Spiele am 26. April 1953
| - FC Nancy D1 – AS Troyes-Savinienne D2 1:0 | - OSC Lille D1 – AS Saint-Étienne D1 1:0 |

## Finale
Spiel am 31. Mai 1953 im Stade Olympique Yves-du-Manoir in Colombes vor 58.993 Zuschauern
- OSC Lille – FC Nancy 2:1 (1:1)

### Mannschaftsaufstellungen
Auswechslungen waren damals nicht möglich.
OSC Lille: César Ruminski – Antoine Pazur, Cor van der Hart, Pierre Vuye – Guillaume Bieganski, Marceau Somerlinck – André Strappe, Erik Kuld Jensen, Jean Baratte , Jean Vincent, Bernard Lefèvre
Trainer : André Cheuva
FC Nancy: Jacques Favre – Léo Cecchini, Roger Mindonnet , Hervé Collot – Ernest Nunge, Christian Bottollier – Kurt Clemens, Juan Carlos Lorenzo, Bachir Belaïd, Roger Piantoni, Léon Deladerrière
Spielertrainer : Jacques Favre
Schiedsrichter: Marcel Le Foll (Paris)

### Tore
1:0 Vincent (17.)

1:1 Belaïd (41.)

2:1 Lefèvre (81.)

### Besondere Vorkommnisse
Bei Lille waren von der Pokalsiegerelf von 1948 noch Marceau Somerlinck, Jean Baratte und Trainer André Cheuva dabei. Für die beiden Spieler war es bereits der vierte Gewinn der Trophäe, für ihren Trainer der dritte; zwei Jahre hiernach sollten Somerlinck und Cheuva dem noch einen weiteren hinzufügen.
Auf Titelverteidiger OGC Nizza wartete mit den Girondins Bordeaux gleich in der ersten Runde der Endspielgegner der Vorsaison; in einer wiederum torreichen Partie konnte die Mannschaft von der Côte d’Azur ihren acht Monate zuvor gefeierten Erfolg bestätigen.